# Dehra Parker
Dehra S. Parker (13 août 1882  - 30 novembre 1963), est la parlementaire ayant siégé le plus longtemps à la Chambre des communes d'Irlande du Nord.

## Famille
Dehra Kerr-Fisher est née dans un hôpital militaire de Dehradun, au nord de Delhi, en Inde, en 1882, fille unique de James Kerr-Fisher et de sa femme Annie. Son père, originaire de Kilrea, Comté de Londonderry, est un financier prospère . Elle fait ses études aux États-Unis, où son père possède de vastes propriétés, et en Allemagne . Le nom de famille est orthographié, alternativement, comme Ker-Fisher ou Ker Fisher .
Elle se marie deux fois. D'abord avec le lieutenant-colonel Robert Peel Dawson Spencer Chichester  (décédé en 1921), avec qui elle a un fils et une fille, Robert James Spencer Chichester (1902–1920) et Marion Caroline Dehra Chichester (1904– 1976) . Le 4 juin 1928, elle se remarie à l'amiral Henry Wise Parker .

## Carrière politique
Dame Dehra est élue pour la première fois députée de Londonderry, sous le nom de Dehra Chichester (comme on l'appelle avant son deuxième mariage en 1928), lors des élections générales de 1921 en Irlande du Nord. Elle ne se représente pas aux élections de 1929 juste avant son deuxième mariage, mais est élue sans opposition sous le nom de Dehra Parker lors de l'élection partielle du 15 mars 1933 pour la circonscription de South Londonderry à la suite du décès de son gendre James Lenox-Conyngham Chichester-Clark. et sert jusqu'à sa démission le 15 juin 1960. Son petit-fils, James Chichester-Clark, est élu sans opposition lors de l'élection partielle qui suit. Il est ensuite le cinquième Premier ministre d'Irlande du Nord de 1969 à 1971.
De sa réélection en 1933 jusqu'à sa retraite en 1960, elle ne rencontre de l'opposition qu'une seule fois. Lors des élections générales d'Irlande du Nord de 1949, l'agitation anti-partition étant un thème commun dans toute la région, elle bat à South Londonderry un candidat du Parti nationaliste, TB Agnew. Elle est secrétaire parlementaire du ministère de l'Éducation du 1er décembre 1937 au 15 mars 1944. Elle est également présidente du Conseil général des services de santé d'Irlande du Nord de 1948 à 1949. Elle est ministre de la Santé et du Gouvernement local du 26 août 1949 au 13 mars 1957 et est membre du Conseil privé d'Irlande du Nord en 1949. Elle est élevée au rang de Dame Commandeur de l'Ordre de l'Empire britannique lors des honneurs d'anniversaire de 1949 "pour les services publics", après avoir été nommée OBE  et devient Dame Grand-Croix de l'Ordre de l'empire Britannique (GBE) en 1957.

## Activités extraparlementaires
En dehors des activités parlementaires, Dame Dehra est longtemps conseillère locale au sein du conseil du district rural de Magherafelt, présidente de l'Association d'entraînement physique d'Irlande du Nord et du Corps d'entraînement des filles, et présidente du Comité consultatif sur les monuments anciens. En 1944, Parker est nommée vice-présidente principale du Conseil pour l'encouragement de la musique et des arts (CEMA NI), et en 1949, elle succède à Sir David Lindsay Keir en tant que présidente du CEMA, poste qu'elle occupe jusqu'en 1960 . Parker est nommée membre honoraire de l' Ulster Society of Women Artists en 1958 .
Elle est décédée à son domicile, Shanemullagh House, Castledawson, dans le sud du comté de Londonderry, le 28 novembre 1963, à l'âge de 81 ans. Elle est enterrée deux jours plus tard dans le parc de Christ Church, Castledawson.